# Isabel Iacona
Isabel Iacona (Buenos Aires, 1955) es una artista argentina conocida por sus detalladas pinturas de flores y retratos pop de personas y mascotas, los cuales pinta fuera de las estaciones de floración.  Utiliza varios medios: óleo en tela, técnicas mixtas, acuarelas y dibujos. Se le han encargado trabajos en Europa y América, residiendo en numerosos países donde su trabajo ha reflejado la flora local.

## Niñez y educación
De niña,  aprendió dibujo con el artista argentino Informalista Enrique Barilari, quién era un amigo de su padre. Más tarde tuvo de mentor a Leopoldo Presas, miembro de la Academia Nacional de Bellas Artes de Argentina; y, Presidente de la Sociedad Argentina de Artistas Plásticos. También estudió con Julio Güero, María Luisa Manasero y Ana Eckell, la artista argentina seleccionada para representar a la Argentina en la Bienal de Venecia, de 1997. Completó su educación escolar en Northlands School, y obtuvo su grado universitario en la Escuela Santa Ana de Bellas Artes en Buenos Aires en 1980; y, más tarde asistió a la Sorbonne en París. El trabajo de su padre para una compañía armadora tuvo a la familia reubicaciones a menudo y le aumentó su interés en residir en tierras diferentes. Compartía las vidas diarias de las personas en sitios es parte de su trabajo y vida.

## Carrera
Durante los 80s, se mudó a Punta del Este, Uruguay donde trabajó en la planificación de diseño de paisajes profesional y diseñando jardines y parques. Ese trabajo sería la base de qué más tarde devino en su cuerpo de trabajo: arte floral.  Empezó a pintar florales tomando su trabajo de día bajo el sol como una inspiración. Así que trabajaba durante el día, y pintaba por la noche.  Sus flores son una síntesis de qué  ve, sin rendiciones hiperrealistas de sus temas.
Estas flores sirven para clasificar la confusión de perturbar detalles en la Naturaleza: primero hay un análisis y entonces una síntesis mental mostrada en la tela. Sus pensamientos son, en ambos procesos, guiados por sus emociones estéticas: su sentido fuerte de maestra de color la escena floral cuando la reconstruye por sí en su pintura. Sin despreciar las imitaciones realistas, sin embargo trata de capturar la esencia de lo que está señalando.
A fines de los 80s se volvió a Argentina donde empezó a mostrar sus pinturas en galerías de Buenos Aires. También HA participado en el Centro de Arte y Comunicación (CAYC) Biennal organizado por cEL rítico de arte Jorge Glusberg.
En 1998, uno de sus trabajos estuvo seleccionado para participar en el prestigioso Salón Nacional de Artes Plásticas en el Palais de Glace, Buenos Aires.  Aquel año, la exposición también, estuvo en la ciudad de Paraná, Entre Ríos.

## Reconocimientos
- LXXXVII Salón Nacional de Artes Plásticas, Secretaría de Cultura de la Presidencia de la Nación. Pintura y Escultura. Palais de Glace. Artista seleccionadA, 1998. Exhibido en Museo Provincial de Bellas Artes de Paraná, Argentina.

## Museos
- Museo Nacional de Arte Decorativo, Museo Nacional de Buenos Aires de Artes Decorativas, Argentina
- Museo de Nueva Orleans de Arte, Nueva Orleans, EE. UU.
- Randoll Sala, Natchez, Luisiana, EE. UU.
- Hangzhou Museo de Arte, Hangzhou, China